# Lachnocladium molle
Lachnocladium molle är en svampart som beskrevs av Corner 1950. Lachnocladium molle ingår i släktet Lachnocladium och familjen Lachnocladiaceae.   Inga underarter finns listade i Catalogue of Life.